# Rödörad parakit
Rödörad parakit (Pyrrhura hoematotis) är en fågel i familjen västpapegojor inom ordningen papegojfåglar.

## Utseende
Rödörad parakit är en grönfärgad parakit med lång och röd stjärt, blå vingar och en röd fläck på örontäckarna som gett den sitt namn. I flykten liknar den guyanaparakiten, men skiljer sig på en mindre röd fläck på buken och grönt på bröst och huvud. Fågeln skiljer sig från rosenpannad parakit på avsaknad av rött på hjässan och inget vitt i vingarna.

## Utbredning och systematik
Rödörad parakit är endemisk för Venezuela. Den delas in i två underarter med följande utbredning:
- Pyrrhura hoematotis immarginata – endast känd från typorten i nordvästra Venezuela (Lara)
- Pyrrhura hoematotis hoematotis – förekommer i bergsskogar i norra Venezuela (Aragua till Miranda)

## Levnadssätt
Rödörad parakit är en vanlig fågel i molnskogar och skogsbryn. Den ses vanligen flygande i stora flockar, födosökande efter frukt eller sitta tystlåten i träd.

## Status
Trots det begränsade utbredningsområdet och att den tros minska i antal anses beståndet vara livskraftigt av internationella naturvårdsunionen IUCN.